# Прилуцька волость (Бердичівський повіт)
Прилуцька волость (Ново-Прилуцька) — адміністративно-територіальна одиниця Бердичівського повіту Київської губернії з центром у містечку Прилука Нова.
Станом на 1886 рік складалася з 10 поселень, 10 сільських громад. Населення — 4856 осіб (2363 чоловічої статі та 2493 — жіночої), 472 дворових господарства.
|                     | Площа, десятин | У тому числі орної, десятин |
| ------------------- | -------------- | --------------------------- |
| Сільських громад    | 3818           | 3258                        |
| Приватної власності | 4909           | 3271                        |
| Іншої власності     | 267            | 195                         |
| Загалом             | 8994           | 6724                        |

Основні поселення волості:
- Прилука Нова — колишнє власницьке містечко при річці Десна за 60 верст від повітового міста, 1204 особи, 169 дворів, православна церква, синагога, 2 єврейських молитовних будинки, школа, 11 постоялих будинків, 43 лавки, базари через 2 тижні, 3 ярмарки на рік, 2 водяних і кінний млини, пивоварний і винокурний заводи. За 4 версти — бурякоцукровий завод із лікарнею.
- Костянтинівка — колишнє власницьке село, 587 осіб, 80 дворів, православна церква, католицька каплиця, школа, 2 водяних млини.
- Прилука Стара — колишнє власницьке містечко при річці Десна, 1586 осіб, 258 дворів, православна церква, каплиця, школа, постоялий будинок, водяний  млин.
- Турбів — колишнє власницьке село при річці Десна, 1505 осіб, 52 двори, православна церква, школа, 2 постоялих будинки, 2 водяних млини, винокурний завод.
- Холявинці — колишнє власницьке село, 747 осіб, 120 дворів, православна церква та постоялий будинок.